# Kai Po Che!
Kai Po Che! (traducción al español: Yo he cortado la cometa) es una película india estrenada en 2013 basada en la novela The 3 Mistakes of My Life de Chetan Bhagat. Fue dirigida por Abhishek Kapoor y protagonizada por Rajkummar Rao, Sushant Singh Rajput y Amit Sadh.

## Trama

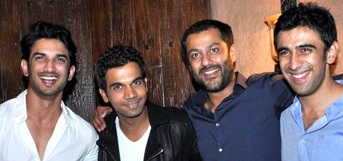
Sushant, Rajkumar, Abhishek y Amit.

La película cuenta la historia de tres amigos que deciden fundar una academia de entrenamiento deportivo buscando a la próxima estrella de cricket, el deporte más popular del país.

## Reparto
- Rajkummar Rao como Govind Patel.
- Sushant Singh Rajput como  Ishaan Bhatt.
- Amit Sadh como Omkar Shastri.
- Asif Basra como Naseer Hashmi.
- Manav Kaul como Bishakh Joshi (Bittoo Mama).
- Amrita Puri como Vidya Bhatt.